# Campeonato Sudamericano de Football 1967
Il Campeonato Sudamericano de Football 1967 fu la ventinovesima edizione della Copa América. Fu l'ultima volta che il torneo andò in scena in forma di campionato e la prima (e finora ultima) in cui si giocarono delle partite di qualificazione alla fase finale (che si sarebbe tenuta in Uruguay). Tale decisione fu presa in seguito all'ingresso nella CONMEBOL da parte del Venezuela, che allargava così a 10 il novero delle selezioni partecipanti e, nel caso in cui si fosse mantenuta la formula del "tutti contro tutti", avrebbe comportato un'eccessiva mole di partite.
La fase finale si tenne dal 13 gennaio al 2 febbraio 1967 in Uruguay e tutte le partite furono disputate allo stadio del Centenario di Montevideo.

## Nazionali partecipanti
| N° | Nazione   | Iscrizione CONMEBOL | Note                         |
| -- | --------- | ------------------- | ---------------------------- |
| 1  | Argentina | 1916                |                              |
| 2  | Brasile   | 1916                | Rinuncia                     |
| 3  | Cile      | 1916                |                              |
| 4  | Uruguay   | 1916                | Nazione ospitante            |
| 5  | Paraguay  | 1921                |                              |
| 6  | Perù      | 1925                | Rinuncia                     |
| 7  | Bolivia   | 1926                | Detentore Coppa America 1963 |
| 8  | Ecuador   | 1927                |                              |
| 9  | Colombia  | 1936                |                              |
| 10 | Venezuela | 1952                |                              |

## Formula
Nonostante Brasile e Perù avessero annunciato la loro non partecipazione alla rassegna continentale, l'esigenza di accorciare il calendario era ormai avvertita da tutti e gare di qualificazione si tennero ugualmente. Vennero ammesse direttamente alla fase finale:
- Uruguay, in quanto Paese organizzatore;
- Bolivia, in quanto campione in carica;
- Argentina;
- Venezuela.

Dovettero disputare invece gare di qualificazione:
- Cile;
- Colombia;
- Ecuador
- Paraguay.

Nelle gare di qualificazione Cile e Paraguay ebbero la meglio rispettivamente su Colombia ed Ecuador.
La formula prevedeva che le sei squadre partecipanti alla fase finale si affrontassero in un unico girone all'italiana, la cui prima classificata avrebbe vinto il torneo. Per ogni vittoria si attribuivano 2 punti, 1 per ogni pareggio e 0 per ogni sconfitta.
Il novero delle partecipanti alla fase finale pertanto comprendeva:
- Argentina
- Bolivia
- Cile
- Paraguay
- Uruguay
- Venezuela

## Qualificazioni

### Andata
| Arbitro: | Yamasaki |

|                                                         |           |                      |
| Araya 7’ Campos 23’ Prieto 40’ (rig.), 49’ Saavedra 61’ | Marcatori | 71’ Gamboa 72’ Cañón |

| Arbitro: | D. Goicoechea |

|                       |           |                              |
| Carrera 56’ Muñoz 58’ | Marcatori | 85’ (rig.) Rojas 88’ Apocada |

### Ritorno
| Bogotà 11 dicembre 1966 | Colombia | 0 – 0 | Cile | Estadio Nemesio Camacho (31.303 spett.)\| Arbitro: \| Yamasaki \| |
| Arbitro:                | Yamasaki |       |      |                                                                   |

| Arbitro: | Orozco |

|                             |           |           |
| Mora 7’, 10’ Del Puerto 60’ | Marcatori | 81’ Muñoz |

## Fase finale

### Risultati
| Arbitro: | Ramírez |

|                                                                |           |  |
| Rocha 5’ Montero Castillo 44’ Troncoso 55’ (aut.) Oyarbide 81’ | Marcatori |  |

| Arbitro: | Ramírez |

|                 |           |  |
| Marcos 12’, 41’ | Marcatori |  |

| Arbitro: | Gasc |

|                                                   |           |          |
| Más 23’ Bernao 71’ Artime 73’ Albrecht 89’ (rig.) | Marcatori | 67’ Mora |

| Arbitro: | Queiroz |

|                                      |           |  |
| Urruzmendi 5’, 34’ Oyarbide 62’, 68’ | Marcatori |  |

| Arbitro: | Queiroz |

|            |           |  |
| Bernao 67’ | Marcatori |  |

| Arbitro: | Ramírez |

|                                 |           |                         |
| Gallardo 9’, 44’ Araya 72’, 81’ | Marcatori | 11’ Riveros 78’ Apocada |

| Arbitro: | Marino |

|                |           |  |
| Del Puerto 49’ | Marcatori |  |

| Arbitro: | Gasc |

|                                               |           |             |
| Artime 18’, 65’, 88’ Carone 26’ Marzolini 50’ | Marcatori | 72’ Santana |

| Arbitro: | Ramírez |

|                               |           |                        |
| Rocha 15’ (rig.) Oyarbide 68’ | Marcatori | 2’ Gallardo 37’ Marcos |

| Arbitro: | Gasc |

|                                    |           |  |
| Scovino 59’ Santana 67’ Ravelo 84’ | Marcatori |  |

| Arbitro: | Ramírez |

|                        |           |  |
| Sarnari 36’ Artime 80’ | Marcatori |  |

| Arbitro: | Gasc |

|                          |           |  |
| Pérez 32’ Urruzmendi 66’ | Marcatori |  |

| Montevideo 1º febbraio 1967 | Cile          | 0 – 0 | Bolivia | Estadio Centenario (1.500 spett.)\| Arbitro: \| R. Goicoechea \| |
| Arbitro:                    | R. Goicoechea |       |         |                                                                  |

| Arbitro: | Marino |

|                                                    |           |                                   |
| A. González 11’ Rojas 16’, 29’ Mora 22’ Colmán 81’ | Marcatori | 3’ Mendoza 77’ Santana 89’ Ravelo |

| Arbitro: | Gasc |

|           |           |  |
| Rocha 74’ | Marcatori |  |

### Classifica finale
| Pos. | Squadra   | Pt | G | V | N | P | GF | GS | DR  |
| ---- | --------- | -- | - | - | - | - | -- | -- | --- |
| 1.   | Uruguay   | 9  | 5 | 4 | 1 | 0 | 13 | 2  | +11 |
| 2.   | Argentina | 8  | 5 | 4 | 0 | 1 | 12 | 3  | +9  |
| 3.   | Cile      | 6  | 5 | 2 | 2 | 1 | 8  | 6  | +2  |
| 4.   | Paraguay  | 4  | 5 | 2 | 0 | 3 | 9  | 13 | -4  |
| 5.   | Venezuela | 2  | 5 | 1 | 0 | 4 | 7  | 16 | -9  |
| 6.   | Bolivia   | 1  | 5 | 0 | 1 | 4 | 0  | 9  | -9  |

## Classifica marcatori
5 gol
- Artime.

4 gol
- Oyarbide.

3 gol
- Gallardo e Marcos;
- Rocha e Urruzmendi;
- Santana.

2 gol
- Bernao;
- Araya;
- Mora e J. C. Rojas;
- Ravelo e Scovino.

1 gol
- Albrecht, Carone, Marzolini, Mas e Sarnari;
- Apocada, Del Puerto, R. Colmán e Riveros;
- Montero Castillo e Pérez;
- Mendoza.

autoreti
- Troncoso (pro Uruguay).

## Arbitri
- Roberto Goicochea
- Eunápio de Queiroz
- Mario Gasc
- Enrique Marino
- Isidro Ramírez